# Exocentrus granulicollis
Exocentrus granulicollis är en skalbaggsart som beskrevs av Fisher 1931. Exocentrus granulicollis ingår i släktet Exocentrus och familjen långhorningar. Inga underarter finns listade i Catalogue of Life.